# Italian brainrot

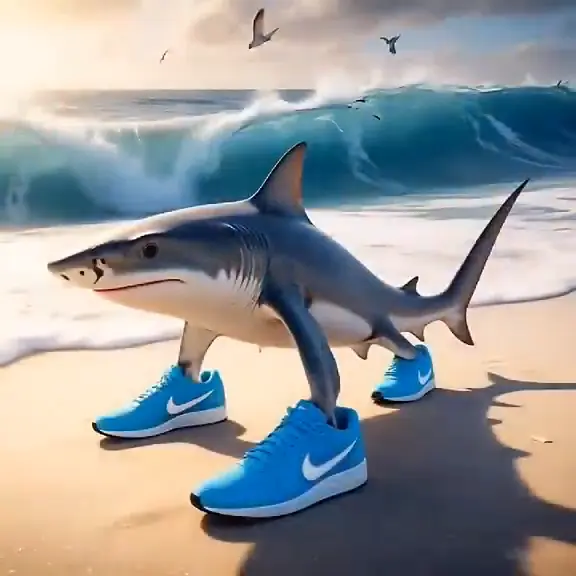
Tralalero Tralala, một con cá mập có chân mang giày thể thao Nike màu xanh dương

Italian brainrot là một hiện tượng meme siêu thực xuất hiện vào đầu năm 2025, đặc trưng bởi những bức ảnh kỳ quặc về các sinh vật do AI tạo ra, kèm theo những cái tên giả mang đậm âm hưởng Ý. Sự kết hợp giữa giọng lồng tiếng “Ý” tổng hợp, những hình ảnh hài hước hoặc vô lý, chủ nghĩa trừu tượng và các câu chuyện vô nghĩa đã nhanh chóng lan rộng trên các nền tảng mạng xã hội như TikTok và Instagram. Cộng đồng mạng không chỉ bị thu hút bởi sự ngẫu hứng mà còn bởi tính sáng tạo không giới hạn của những meme này.

## Mô tả
Italian brainrot được đặc trưng bởi những hình ảnh hoặc video vô lý được tạo ra bởi trí tuệ nhân tạo. Chúng thường kết hợp các loài động vật với các vật dụng hàng ngày, thức ăn và vũ khí. Những video này thường mang tên theo kiểu Ý hoặc sử dụng các dấu hiệu văn hóa đặc trưng và đi kèm với âm thanh do AI tạo ra, với lời kể của một người đàn ông Ý, thường là vô nghĩa. Tên của các nhân vật trong các video này thường có hậu tố tiếng Ý, chẳng hạn như "ini" hoặc "ello". Những nhân vật này kết hợp các yếu tố của chủ nghĩa siêu thực, sự lo lắng về thị giác (thung lũng kỳ lạ) và sự mỉa mai trên internet, phản ánh sự hài hước hậu mỉa mai của Thế hệ Z.
Thuật ngữ thối não (brain rot) đã được Oxford chọn là Từ của năm 2024, dùng để chỉ những tác động tiêu cực lên trạng thái tinh thần khi con người tiêu thụ quá nhiều "nội dung tầm thường hoặc thiếu thử thách" trên mạng. Thuật ngữ này cũng có thể dùng để chỉ chính những loại nội dung đó. Người dùng trực tuyến thường sử dụng thuật ngữ này để chỉ sự vô lý của hiện tượng Italian brainrot, đồng thời nhận thức được sự gia tăng của những nội dung "AI rác" trên Internet. Các fan hâm mộ đã sáng tạo ra nhiều câu chuyện xoay quanh các nhân vật thuộc thể loại này, hình thành một dạng "truyền thuyết Internet" với những cốt truyện và giọng điệu đầy kịch tính.

## Lịch sử

### Tiền thân
Vào tháng 10 năm 2023, cộng đồng mạng đã tạo ra hàng loạt meme tiếng Ý xoay quanh nam diễn viên kiêm đô vật Dwayne Johnson. Trong đó anh được khắc họa như đang đọc rap hoặc làm thơ bằng những câu vần điệu kỳ quặc, phi lý. Trong một đoạn video nổi bật, Johnson buông ra chuỗi âm vô nghĩa: “Tralalero tralala”, rồi bất ngờ nối tiếp bằng câu “smerdo pure nell'aldilà”, nghĩa là "Tôi thậm chí còn đại tiện cả ở thế giới bên kia". Câu nói kỳ quặc này nhanh chóng lan truyền rộng rãi và trở thành điểm nhấn tạo nên một làn sóng meme được gọi là Italian brainrot.

### Hình thành
Mặc dù nguồn gốc chính xác của Italian brainrot đến nay vẫn còn là một ẩn số, nhân vật Tralalero Tralala lại thường được xem như hiện thân đầu tiên và là nổi bật nhất của trào lưu này. Theo suy đoán phổ biến, người dùng TikTok có tên @eZburger401 là người đã tạo ra nhân vật kỳ quặc này, được cho là xuất hiện lần đầu trong một video đăng vào tháng 1 năm 2025. Tuy nhiên, tài khoản này đã nhanh chóng bị cấm, có lẽ do phần âm thanh đi kèm video có chứa những lời lẽ thô tục và báng bổ nhắm đến Chúa và Allah bằng tiếng Ý. Sau đó, một người dùng khác là @elchino1246 đã tiếp tục lan truyền âm thanh gốc của Tralalero Tralala trong một video mới, lần này ghép kèm hình ảnh một sinh vật lai giữa cá mập và chim bồ câu. Đến ngày 13 tháng 1, tài khoản @amoamimandy.1a đã đăng tải một video hiện đã bị xóa, sử dụng lại âm thanh trên nhưng thay vào đó là hình ảnh một con cá mập đi giày do AI tạo ra. Video này đã gây bão trên TikTok, thu hút tới 7 triệu lượt xem chỉ trong một thời gian ngắn. Tuy nhiên, trang tin giải trí Mỹ Vulture lại đưa ra một thông tin khác. Theo họ, âm thanh gốc thực chất được tạo bởi tài khoản @burgermerda vào tháng 9 năm 2024, còn @eZburger401 chỉ là người tái đăng lại nội dung đó.

## Nhân vật

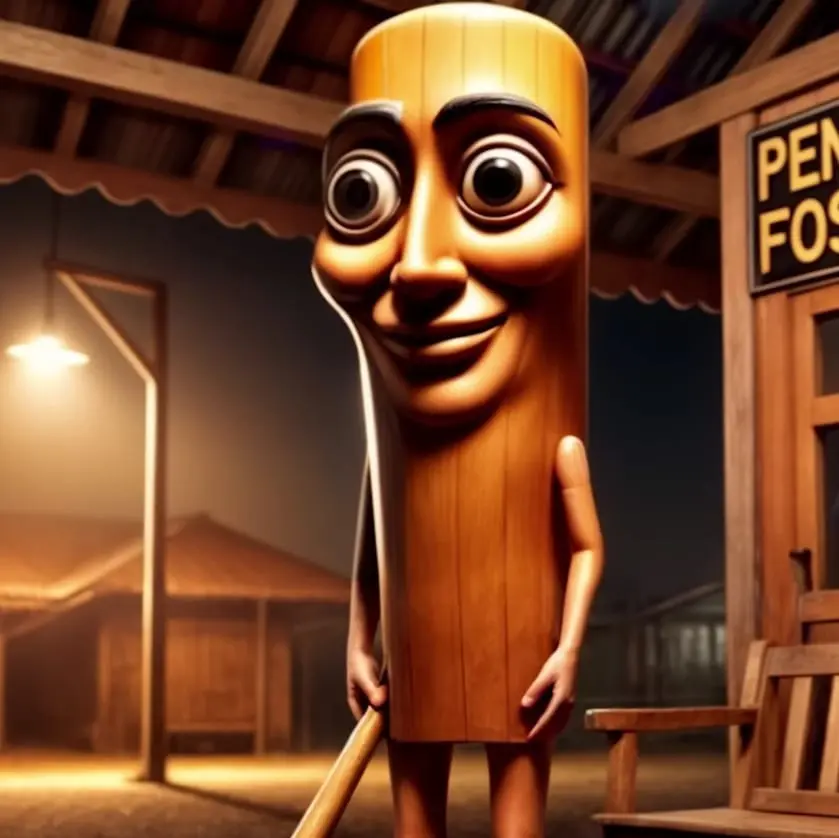
Tung Tung Tung Sahur là một sinh vật bằng gỗ được nhân hóa, trông như cái trống bedug có tay chân và cầm theo một cây gậy bóng chày.

Italian brainrot có rất nhiều nhân vật được tạo ra bởi AI. 

### Tralalero Tralala
Nhân vật lan truyền đầu tiên thuộc thể loại này chính là Tralalero Tralala, một con cá mập ba chân mang giày thể thao Nike. Với thân hình khỏe mạnh, Tralalero Tralala sở hữu tốc độ phi thường cùng khả năng bật nhảy vượt trội, khiến nó trở nên vừa kỳ quái vừa đáng gờm.

### Bombardiro Crocodilo
Bombardiro Crocodilo là một sinh vật lai giữa đầu cá sấu và thân của một chiếc máy bay ném bom hai động cơ thời Thế chiến II. Nhân vật này thường được khắc họa như một vị chỉ huy uy nghi và thường xuất hiện bên cạnh một con ngỗng đồng hành có tên Bombombini Gusini.

### Tung Tung Tung Sahur
Tung Tung Tung Sahur là một chiếc trụ gỗ được nhân cách hóa, trông như một người đánh trống truyền thống cầm theo một cây gậy bóng chày. Dù thường được xem là một phần của hiện tượng Italian brainrot, nhân vật này thực chất có nguồn gốc từ Indonesia – cụm “Tung Tung Tung” trong tên là từ tượng thanh trong tiếng Sunda mô phỏng âm thanh trống đánh báo hiệu bữa suhur, bữa ăn trước bình minh mà người Hồi giáo dùng trước khi bắt đầu nhịn ăn trong tháng Ramadan. Nhân vật được tạo ra lần đầu bởi người dùng TikTok @noxaasht vào tháng 2 năm 2025 và nhanh chóng trở thành một meme độc lập. Đến tháng 5 năm 2025, hãng sản xuất Dee Company của Indonesia đã bày tỏ ý định phát triển một bộ phim dựa trên nhân vật này.

### Ballerina Cappuccina
Ballerina Cappuccina là một vũ công ba lê mặc váy tutu và giày mũi nhọn, với một chiếc cốc cappuccino được đặt trên đầu. Meme gốc miêu tả cô xoay tròn một cách uyển chuyển và duyên dáng. Theo truyền thuyết meme, cô kết hôn với một ninja bí ẩn có tên Cappuccino Assassino. Một số nhân vật kỳ quái khác trong cùng "vũ trụ" bao gồm Lirili Larila, sinh vật lai giữa voi và xương rồng, mang dép và sở hữu khả năng điều khiển thời gian.

## Đón nhận
Người hâm mộ sau đó đã lập nên một bách khoa toàn thư trực tuyến chuyên dùng để ghi chép và hệ thống hóa các nhân vật trong vũ trụ Italian brainrot. Hình ảnh của một số nhân vật brainrot cũng đã được sử dụng để bán đồ chơi và NFT, cho thấy sức ảnh hưởng lan rộng của hiện tượng này. Hiện tượng này còn truyền cảm hứng cho nhiều loại meme coin với tính biến động cao, chẳng hạn như “Italianrot”, được phát hành vào tháng 3 năm 2025. Italian brainrot đã trở nên khét tiếng trên toàn cầu, đặc biệt là ở các khu vực như Indonesia, Hoa Kỳ, Hàn Quốc, nhiều quốc gia nói tiếng Tây Ban Nha và nhiều nước tại châu Âu. Không ít thương hiệu cũng đã bắt chước và tận dụng các meme này trong các chiến dịch tiếp thị trên mạng xã hội.
Kênh phát thanh Ba Lan Polskie Radio ghi nhận rằng hiện tượng meme này đặc biệt phổ biến trong Thế hệ Alpha, “vì nó ngớ ngẩn, hài hước và cực kỳ gây nghiện”. Polskie Radio cũng nhấn mạnh cách các meme này được chuyển thể sang nhiều hình thức truyền thông khác, như trò chơi trên Roblox, bản phối lại âm nhạc, và cả những trò đố vui tương tác. Trong khi đó, Đài phát thanh quốc tế Pháp bày tỏ nỗi quan ngại về việc sử dụng tên giả kiểu Ý cho các nhân vật, gọi đây là hành vi “gây tranh cãi”. Ngược lại, tờ nhật báo Đức Die Tageszeitung lại xem Italian brainrot là một "cách tiếp cận đầy sáng tạo đối với công nghệ, ngôn ngữ và văn hóa đại chúng".

### Tranh cãi

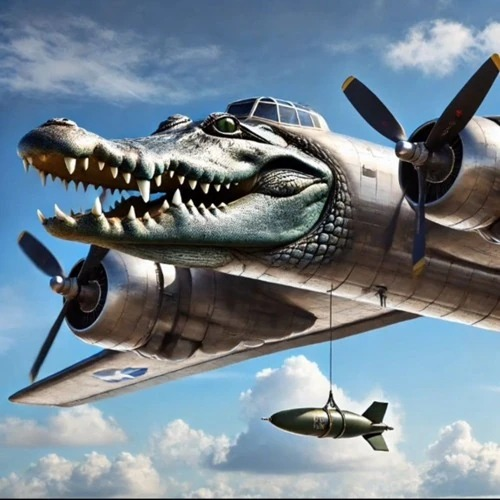
Bombardiro Crocodilo, một chiếc máy bay ném bom với đầu cá sấu

Các meme Tralalero Tralala và Bombardiro Crocodilo đã vấp phải cáo buộc kỳ thị Hồi giáo, do một số video sử dụng lời bài hát bằng tiếng Ý mang tính chế giễu Allah. Tuy vậy, một số người dùng Ý lập luận rằng những cụm từ báng bổ đó thường chỉ là từ đệm phổ biến trong giao tiếp hằng ngày và mục đích của video có lẽ không nhằm xúc phạm Hồi giáo. Ở một diễn biến khác, Bombardiro Crocodilo bị chỉ trích nặng nề vì xem nhẹ cuộc diệt chủng ở Gaza. Một số video sử dụng lời tường thuật tiếng Ý mô tả nhân vật này ném bom trẻ em ở Gaza và các khu vực khác của Palestine, gây ra làn sóng phẫn nộ. Những nội dung như vậy đã dấy lên mối lo ngại về hiện tượng bình thường hóa bạo lực, tàn ác vô cảm, và sự mất cảm giác trước nỗi đau con người. Sau đây là trọn vẹn phần tường thuật của Bombardiro:
Bombardiro Crocodilo là một con cá sấu biết bay, thả bom xuống trẻ em ở Gaza và Palestine. Nó không tin vào Allah và nó thích bom. Nó ăn tinh thần của mẹ mày, và nếu mày đã dịch hết mọi thứ cho đến đoạn này, thì mày là một con điếm.